# Federico Justiniano
Federico Lelis Justiniano Suárez (Montero, 18 de julio de 1964) es un exfutbolista y entrenador boliviano. Como jugador se desempeñaba como centrocampista.

## Trayectoria

### Inicios en Guabirá
Nacido en Montero, departamento de Santa Cruz, se inició en las inferiores Guabirá, club de su localidad natal, y debutó profesionalmente en 1980, a la edad de 16 años.

## Selección nacional

### Categorías inferiores
Fue convocado a la selección nacional sub-20 que disputó el Sudamericano Sub-20 de 1983.
También participó con la Selección sub-23 en el Preolímpico de 1988 disputado en Bolivia.
| Torneo                      | Sede    | Resultado    |
| --------------------------- | ------- | ------------ |
| Sudamericano Sub-20 de 1983 | Bolivia | 4.°          |
| Preolímpico 1988            | Bolivia | Tercer lugar |

### Selección absoluta
Fue internacional con la selección boliviana en 3 ocasiones. Disputó la Copa América 1987, debutando en la competición el 28 de junio en el empate 0-0 ante Paraguay en el Estadio Gigante de Arroyito.

## Clubes

### Como jugador
| Club          | País    | Año         |
| ------------- | ------- | ----------- |
| Guabirá       | Bolivia | 1980 - 1984 |
| Destroyer's   | Bolivia | 1985 - 1989 |
| San José      | Bolivia | 1990        |
| Destroyer's   | Bolivia | 1991 - 1993 |
| The Strongest | Bolivia | 1994        |
| Guabirá       | Bolivia | 1995        |
| Destroyer's   | Bolivia | 1996 - 1998 |
| Real Potosí   | Bolivia | 1999 - 2000 |
| Aurora        | Bolivia | 2000        |

### Como entrenador
| Club                | País    | Año         |
| ------------------- | ------- | ----------- |
| 25 de Abril         | Bolivia | 2006        |
| Argentinos Juniors  | Bolivia | 2007        |
| Universidad Cruceña | Bolivia | 2008        |
| Guabirá             | Bolivia | 2009        |
| Sport Boys          | Bolivia | 2009        |
| Universidad Cruceña | Bolivia | 2011        |
| Destroyer's         | Bolivia | 2012 - 2015 |
| Guabirá             | Bolivia | 2015 - 2016 |
| Juventud Unida      | Bolivia | 2018        |

- Fuente:[5]

## Palmarés

### Como entrenador
Títulos regionales
| Título             | Club        | País    | Año     |
| ------------------ | ----------- | ------- | ------- |
| Campeonato Cruceño | Destroyer's | Bolivia | 2013/14 |

Títulos nacionales
| Título             | Club    | País    | Año     |
| ------------------ | ------- | ------- | ------- |
| Copa Simón Bolívar | Guabirá | Bolivia | 2015/16 |